# Ann Poels
Ann Poels (* 27. Dezember 1978, verheiratet auch Ann Fonck) ist eine belgische Westernreiterin.

## Werdegang
Ann Poels begann mit 15 Dressur zu reiten, mit 20 ritt sie auf St. George und Intermediaire I Niveau. Über ihre Schwester kam sie schließlich zum Reining und wurde innerhalb kurzer Zeit eine der besten Reiner Belgiens. 
2009 holte sie in Kreuth (Rieden (Oberpfalz)) auf Whiz N Starlight mit dem Team EM-Silber.
Bei den Weltreiterspielen 2010, 2014 und 2018 – zugleich Weltmeisterschaften im Reining  – gewann sie die Silbermedaille in der Mannschaftswertung.
2016 gewann sie auf Nic Ricochet im Team WM-Gold in Givrins (Schweiz). 2017 wurde sie ebenfalls dort auf Topgun Showtime mit dem Team Europameister.
Mit einer Wertung von 231 für ihr Pattern wurde sie 2017 in Cremona (Italien) auf Shiners Voodoo NRHA European Futurity Champion. 2017 ritt sie den selbstgezogenen BA Reckless Chick, den sonst ihr Mann Bernard Fonck reitet, bei einer CRI3*-Prüfung im belgischen Destelbergen.
2019 wurde sie zu einer der NRHA-Reiter, die mehr als eine Million Dollar in Wettbewerben gewinnen ("NRHA One Million Dollar Rider"). Sie war nach ihrer Landsfrau Cira Baeck im Jahr 2018 die zweite europäische Frau, die auf dieser Liste steht, und der vierte insgesamt in Europa.

## Privates
Poels stammt aus einer Reiterfamilie.
Sie ist mit dem Reiningreiter Bernard Fonck verheiratet.

## Pferde (Auszug)
- Whizdom Shines (* 2004), American-Quarter-Horse-Fuchshengst, Vater: Topsail Whiz, Mutter: Setting of Sparks, die über ihren Urgroßvater Doc Olena von der AQHA Hall of Fame-Stute Poco Lena abstammt.[9] Muttervater: Shining Spark
- Chic Dual (* 1999), Hengst
- BA Reckless Chick (* 2003), von Fonck und Poels selbst gezogener Fuchswallach, Vater: Hollywood Reckless, Muttervater: High Brown Chick[10]